# Patricia Tarabiniová
Patricia Tarabiniová (nepřechýleně Tarabini, * 6. srpna 1968 La Plata) je bývalá argentinská profesionální tenistka a nynější tenisová trenérka, která ve své kariéře vyhrála 30 singlových turnajů a získala jeden grandslamový titul ve smíšené čtyřhře.

## Tenisová kariéra
Hrála profesionálně od roku 1986. Reprezentovala Argentinu roku 2004ː s Paolou Suárezovou vyhrály ve čtyřhře bronzovou medaili na letních olympijských hrách v Aténách, když ve finále prohrály ve třetím setu  7–9 s Číňankami Sun Tian-tian and Li Ting. Na žebříčku dvouhry žen dosáhla nejvyšší 29. pozici 9. května 1988,  ve čtyřhře byla nejvýše devátá, a to 17. srpna 1998. Celkem vyhrála 15 turnajů ve čtyřhře a jeden grandslamový titul ve smíšené čtyřhře na French Open 1996, kde s Javierem Franou ve finále porazili americký pár Luke Jensen a Nicole Arendt.

## Trenérka
Od června 2019 trénuje ruskou tenistku Annu Kalinskou, která pod jejím vedením v ženské dvouhře vystoupala ze 150. místa až na 11. příčku.